# Cantó de Bordeus-5

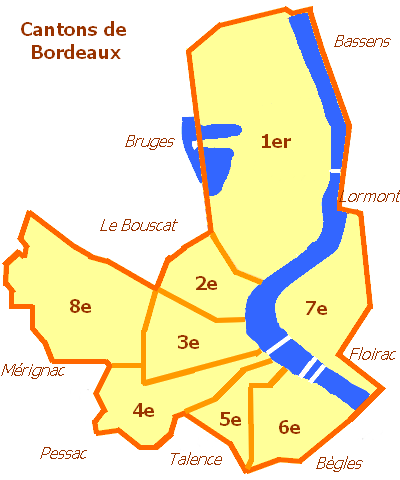
Els 8 cantons de Bordeus

El cantó de Bordeus-5 és un cantó francès del departament de la Gironda, situat al districte de Bordeus. Comprèn la part meridional del municipi de Bordeus (quartier de Nansouty - St-Genès - Simiot - Barrière de Toulouse, i la major part del de Capucins - Victoire - St-Michel - Ste-Croix).

## Història
| Data d'elecció                           | Identitat         | Partit           | Qualitat |
| ---------------------------------------- | ----------------- | ---------------- | -------- |
| 1945-1951                                | André Treuillé    | SFIO             |          |
| 1951-1988                                | Jacques Grondeau  | UNR, després RPR |          |
| 1988-2001                                | Henri Pons        | RPR              |          |
| 2001-2008                                | Jean-Marc Gauzère | UMP              |          |
| 2008-                                    | Matthieu Rouveyre | PS               |          |
| les dades anteriors no són pas conegudes |                   |                  |          |
|                                          |                   |                  |          |

## Demografia
| 1962 | 1968 | 1975 | 1982 | 1990 | 1999 | 2006   |
| ---- | ---- | ---- | ---- | ---- | ---- | ------ |
| -    | -    | -    | -    | -    | -    | 28.011 |